# Протофашизм
Протофашизм — совокупность идеологий и культурных движений, которые повлияли на фашизм и сформировали его основу, став его прямыми предшественниками. Известным протофашистским деятелем считается Габриэле Д’Аннунцио — итальянский националист, политика которого оказала влияние на Бенито Муссолини и итальянский фашизм. Протофашистские политические движения включают Итальянскую националистическую ассоциацию (Associazione Nazionalista Italiana, ANI), Немецкую национальную ассоциацию коммерческих служащих (Deutschnationaler Handlungsgehilfen-Verband, DHV) и Немецкую национальную народную партию (Deutschnationale Volkspartei, DNVP). Орландо Файджес рассматривает как протофашистскую организацию Союз русского народа — одну из ведущих организаций русского черносотенного движения; схожим образом её рассматривали советская историография 1920—1930-х годов и один из лидеров организации Н. Марков.
Ряд других деятелей, рассматриваемых как протофашисты:
- Томас Карлейль (1795—1881)[5]
- Ион Драгумис (1878—1920)[6][7]
- Патрик Пирс (1879—1916)[8]
- Д. Г. Лоуренс (1885—1930). Английский философ Бертран Рассел охарактеризовал Лоуренса как «протогерманского фашиста»[9]. Эта характеристика полезна как разграничительная точка между фашизмом и протофашизмом. Первый включает парадигму тоталитарного единообразия, но Рассел ссылается на Лоуренса как на «нонконформистского пророка», борющегося с индивидуальным отчуждением, ищущего общую идентичность родовой крови и почвы для воссоединения, то есть эволюции немецкого движения фёлькише[10][11]
- Джузеппе Мадзини (1805—1872). Известный генуэзский патриот, существенно повлиявший на итальянский фашизм, особенно в его первые годы и в период Итальянской социальной республики, когда фашизм отказался от идеи монархии и вернулся к своим первоначальным республиканским идеалам. В частности, фашизм унаследовал от Мадзини яркий ирредентизм, концепцию классового сотрудничества, педагогическое призвание и дух солидарности. Сам Муссолини был большим поклонником Мадзини, и многие представители фашизма были мадзинианцами, включая Итало Бальбо, Джованни Джентиле, Джузеппе Боттаи и Дино Гранди[12].
- Джузеппе Гарибальди (1807—1882). Известный итальянский национальный герой, который превозносился различными идеологическими течениями — от коммунистов до итальянских фашистов, видевших в «Герое двух миров» по преимуществу итальянского патриота. Фигура Гарибальди была популярна, особенно в военной области, и его хвалили за совершённые героические подвиги, волюнтаристский и революционный дух, связь с родиной и тесную связь с рабочим классом. Чернорубашечники (MVSN) считали себя достойными наследниками краснорубашечников Гарибальди, а эпитет «дуче», который был дан Муссолини во время фашистского режима, использовался краснорубашечниками по отношению к их лидеру.
- Франческо Криспи (1818—1901). Известный сицилийский государственный деятель, которым восхищался Муссолини. Многие учёные считали его предшественником итальянского фашистского режима из-за его авторитарной политики, националистического характера, репутации сильного человека и агрессивной колониальной политики, проводившейся во время его правления[13][14].